# Stazione di Shin-Hakushima
La stazione di Shin-Hakushima (新白島川駅?, Shin-Hakushima-eki) è una stazione ferroviaria situata nel quartiere di Nishi-ku a Hiroshima, nella prefettura omonima in Giappone. Si trova lungo la linea principale Sanyō e offre anche i servizi della linea Kabe, oltre a permettere l'interscambio anche con la fermata della linea Astram, il people mover sotterraneo di Hiroshima.

## Storia
Sin dai primi anni 2000 venne sentita la necessità di una stazione ferroviaria posta fra Hiroshima centrale e la stazione successiva, Yokogawa, vista la centralità della zona e il lungo percorso privo di stazioni. 
Dopo un lungo iter, nel 2012 viene approvata la realizzazione della nuova stazione, e il 1º gennaio 2013 sono partiti i lavori, per consegnare la nuova stazione al pubblico il 14 marzo 2015.

## Linee e servizi

### Treni
JR West
■ Linea principale Sanyō
■ Linea Kabe

### Metropolitane
Hiroshima City Transportation Bureau
■ Linea Astram

## Caratteristiche

### Stazione JR
La stazione è dotata di due marciapiedi laterali con due binari realizzati su terrapieno in direzione est-ovest. Il fabbricato viaggiatori è al livello inferiore, e collegato ai binari da sottopassaggi con scale fisse, mobili e e ascensori. La stazione supporta la bigliettazione elettronica ICOCA ed è dotata di tornelli di accesso automatici nei lati nord e sud, dove è presente anche una biglietteria (aperta dalle 06:00 alle 23:00).
| 1-2 | ■ Linea principale Sanyō | per Miyajimaguchi e Iwakuni |
| 1-2 | ■ Linea Kabe             | per Midorii e Kabe          |
| 5   | ■ Linea principale Sanyō | per Hiroshima e Mihara      |

### Stazione Astram
La fermata dei treni è situata a bassa profondità, con un marciapiede a isola e due binari passanti. La stazione è coperta da una grande volta realizzata in materiale bianco, con un lucernario che fa entrare la luce sino al piano binari.
| 1 | ■ Linea Astram | per Kōiki-kōen-mae |
| 2 | ■ Linea Astram | per Hondōri        |

## Stazioni adiacenti
| «                      | Servizio                   | »                      |
| Linea principale Sanyō | Linea principale Sanyō     | Linea principale Sanyō |
| Linea Kabe             | Linea Kabe                 | Linea Kabe             |
| ---------------------- | -------------------------- | ---------------------- |
| Hiroshima              | Locale Rapido Tsūkin Liner | Yokogawa               |
| Linea Astram           |                            |                        |
| Jōhoku                 | Locale                     | Hakushima              |